# Райца
 Тази статия е за селото в Северна Македония.  За селото в Албания вижте Райца (община Преняс).  
Райца (на македонска литературна норма: Рајца) е село в община Ресен, Северна Македония.

## География
Селото е разположено в областта Долна Преспа в подножието на планината Баба.

## История
В XV век в Раица са отбелязани поименно 24 глави на домакинства. В XIX век Райца е българско село в Битолска кааза, Нахия Долна Преспа на Османската империя. В „Етнография на вилаетите Адрианопол, Монастир и Салоника“, издадена в Константинопол в 1878 година и отразяваща статистиката на населението от 1873 година, Росица (Rossitza) е посочено като село с 16 домакинства и 44 българи, а Райчино (Raïtchino) е посочено като село с 34 домакинства и 92 жители българи. Според статистиката на Васил Кънчов („Македония. Етнография и статистика“) от 1900 година Райца има 84 жители българи християни.
На Етнографската карта на Битолския вилает на Картографския институт в София от 1901 година Райца е чисто българско село в Битолската каза на Битолския санджак с 14 къщи.
В началото на XX век жителите на селото са под върховенството на Българската екзархия. По данни на секретаря на екзархията Димитър Мишев („La Macédoine et sa Population Chrétienne“) през 1905 година в Райца има 112 българи екзархисти. Старата българска църква „Свети Никола“ се намира северозападно от селото.
Според преброяването от 2002 година селото има 66 жители.
| Националност     | Всичко |
| северномакедонци | 66     |
| албанци          | 0      |
| турци            | 0      |
| цигани           | 0      |
| власи            | 0      |
| сърби            | 0      |
| бошняци          | 0      |
| други            | 0      |